# 海上情緣
海上情緣（Anything Goes）是1934年首演的一部音樂劇，音樂由科爾·波特製作。故事發生在一艘紐約至倫敦的郵輪上。自從1934年在埃爾維劇院（現尼爾·西蒙劇院）首演以來，該音樂劇已經多次在美國和英國上演，並且兩次改編為電影。這部音樂劇也是學校和社區排演音樂劇時的熱門選擇。音樂劇中的Anything Goes、You're the Top、I Get a Kick Out of You等歌曲也已經成為名曲。

## 情节

### 当前版本
2011年上演，已经成为最稳定的音乐剧版本。
第一幕
年轻的华尔街经纪人比利-克罗克为他的老板伊莱-J-惠特尼准备去伦敦的旅行。第二天早上，伊莱告诉比利，他要对一项沉没的资产进行巨额销售。然后，比利遇到了他的朋友：从传教士变成夜总会歌手的里诺-斯威尼，她也要乘坐同一艘船去伦敦。里诺试图说服比利与她同行，但他拒绝了，里诺感叹对他的单恋（"I Get A Kick Out Of You"）。然后，比利向里诺透露他已经爱上了别人，她悲伤地重申她对他的感情（"I Get A Kick Out Of You - Reprise"）。
第二天早上，SS American号的船员们准备起航（“There's No Cure Like Travel”），里诺和其他乘客也都上了船。乘客中有名媛霍普-哈考特（Hope Harcourt），她和她富有的英国未婚夫伊夫林-奥克利勋爵（Lord Evelyn Oakleigh）以及她的母亲伊万杰琳（Evangeline）一起，伊万杰琳是伊莱迷恋的对象。为了解决家中的经济困难，伊万杰琳为女儿安排了婚姻。比利上船给伊莱送护照，发现了他所爱的女人霍普。当听说她要结婚时，他决定留在船上，以便追求她。伪装成牧师的通缉犯名单13号 "月脸 "马丁也悄悄登上了美国号。与他一起上船的还有厄玛，她是通缉犯名单1号蛇眼约翰逊的淫乱女友。比利无意中帮助月脸躲过了FBI的追捕，后者在船离开码头时把蛇眼的船票给了比利，以示回报（"Bon Voyage"）。
当天晚上，比利撞见里诺，里诺鼓励他去追求他的真爱。当比利表达对与霍普在一起的不安全感时，里诺建立了他的信心，他也回报了帮助（"You're The Top"）。然后，比利吓跑了晕船的伊夫林，这样他就可以把霍普追求过来（"So Easy To Love"）。虽然霍普对比利表达了感情，但坚持要履行她的职责，与伊夫林结婚。但独处时，霍普就会重复比利的浪漫话语（"So Easy To Love - Reprise"）。
伊莱醉醺醺地唱着他对这次旅行的激情，回忆着在耶鲁的日子，没能成功地邀请伊万杰琳和他一起（"The Crew Song"）。在隔壁的房间里，比利拜访月脸和厄玛，当船长进来并透露比利被认为是蛇眼约翰逊时，比利躲了起来。第二天早上，一个水手四重奏唱起了上岸后看到女人的喜悦（"There'll Always Be a Lady Fair"），而厄玛偷了一个水手的衣服，从船员和比利的老板那里伪装成比利。里诺随后遇到了她的老朋友月脸，伊夫林走近她，表明自己是她的忠实粉丝。伊夫林邀请里诺去他的房间里喝茶，月脸说服她接受，这样她就可以勾引伊夫林，他们可以利用这一点来勒索他要求解除他的婚约。里诺同意了他的计划，他们唱起了他们是多么好的朋友，但却陷入了争吵（“Friendship”）。
敲诈的企图失败了，里诺和伊夫林反而发现自己完全被对方迷住了。比利和月脸随后试图向伊万杰琳诬陷伊夫林是个疯子，但霍普却在此时揭露了比利的身份。船员们开始追捕他，而里诺则指责霍普无视自己的幸福，赶走了她所爱的人。在比利回来给她唱小夜曲之前，霍普泪流满面，而她现在也在回应（"It's Delovely"）。然而，第二天早上，霍普鼓起勇气告诉她母亲她的真爱，不久之后，比利被船员们逮捕了。船长释放了比利，以满足那些疯狂的明星乘客，他沉浸在作为黑帮分子的名声中，而月脸同时也吹嘘自己的身份。霍普沮丧的离开了，而里诺则带领全船人跳起了踢踏舞，并说如今 "Anything Goes"。
第二幕
全船的人都聚集在一起，纪念比利是 "Public Enemy Number One"。在试图让他和霍普重归于好未果后，里诺开始了表演。她以布道开始，要求乘客忏悔他们的罪过。在忏悔中，伊夫林告诉大家，他曾与一个叫梅花的中国女人发生过随意性关系。雷诺随后表演了一个生动的福音节目，其他人也加入其中（"Blow Gabriel Blow"），这时她宣布 "they've seen the light"。然后，乘客们说服比利做忏悔，他透露他不是蛇眼约翰逊，并向霍普道歉。月脸试图为他辩护，但没有成功，两人都被扔进了牢房。为了应对这一事态，伊万杰琳将婚礼提前到第二天早上在船上举行，伤心欲绝的霍普意识到她获得真爱的机会已经结束了（Goodbye Little Dream, Goodbye）。
在牢房里，月脸试图让沮丧的比利振作起来，告诉他 "Be Like The Bluebird"。厄玛来见他们，送来一封霍普的信，在信中她向比利表白了自己的感情，此时他们都在船上的不同地方表达了自己的爱意（"All Through The Night"）。随后，里诺在甲板上遇到了伊夫林，他承认自己不爱霍普，并暗示自己反而爱上了里诺。尽管这样，他的荣誉感和家庭准则使他没有解除婚约。里诺指出，他在中国的一夜情与此相矛盾。在她的刺激下，伊夫林透露了他的吉普赛血统和他以前一直试图隐藏的野性一面。他向她表明了自己的真实想法，她也回应了他，他们跳起了热情的探戈舞（"Gypsy In Me"）。
两名中国乘客因赌博而与比利和月脸一起被关进牢房。里诺随后告诉她的朋友，她和伊夫林已经爱上了对方。知道中国人将在一小时后被放出来，三人便偷了他们的衣服，及时把比利和月脸弄出来，以阻止婚礼的举行。在甲板上，厄玛被所有她在游轮上睡过的水手们求婚。她警告他们，如果他们开始了一段关系，她不会轻易高兴的（"Buddy Beware"）。
婚礼开始了，但当里诺、比利和月脸穿着中国服装跑进来时，婚礼被打断了。他们声称里诺是梅花，即是伊夫林玷污的中国公主。当月脸接受了伊莱的贿赂离开时，这个计谋几乎被破坏了。但霍普干预说，如果伊夫林把她献给梅花的亲戚，是纠正他错误的唯一方法。伊夫林顺水推舟，把霍普送给了比利，然后向里诺求婚，里诺在揭开自己的面具后接受了。伊万杰琳对成为穷人的想法感到恐惧，但伊莱向她求婚，声称他最近在华尔街的买卖使他变得富有。当比利暴露自己的身份并告诉他的老板他从未做过那笔交易时，伊万杰琳准备立即离开伊莱，但在她这样做之前，有一封电报说，没有卖出的股票已经涨停，使他比想象中更富有。现在在一起的三对夫妇都参加合唱，他们在此结婚了，全船人都在庆祝（"Finale"）。

## 外部連結
- 百老匯網路資料庫（IDBD）上《Anything Goes (premier production)》的资料（英文）
- Lortel listing for 1962 Off Broadway revival
- Internet Broadway Database listing for 1987 revival （页面存档备份，存于）
- 百老匯網路資料庫（IDBD）上《Anything Goes (1987 production)》的资料（英文）
- 百老匯網路資料庫（IDBD）上《Anything Goes (2002 concert production)》的资料（英文）
- 百老匯網路資料庫（IDBD）上《Anything Goes (2011 production)》的资料（英文）
- Tams-Witmark listing for 1987 production （页面存档备份，存于）
- Tams-Witmark listing for 1962 production （页面存档备份，存于）
- Anything Goes 1962 Broadway revival cast recording album on Masterworks Broadway （页面存档备份，存于）
- Playbill Vault listing for original 1934 production （页面存档备份，存于）
- Playbill Vault listing for 1987 revival （页面存档备份，存于）
- Playbill Vault listing for 2011 revival